# Årup Kirke
Årup Kirke ligger i Aarup på Fyn ca. 15 km NØ for Assens (Region Syddanmark). Kirken blev bygget i 1903 og blev tegnet af arkitekten N. P. Jensen.
I 1999 blev kirken renoveret af Jørgen Ganshorn og Gunhild Rudjord, som også lavede udsmykning af keramik og sammensatte udsmykningens farver. Kirken er bygget af røde mursten og har mørkegråt tårn.
Den er en almindelig bykirke.
- Kirken set fra nordvest

## Eksterne kilder og henvisninger
- Wikimedia Commons har flere filer relateret til Årup Kirke
- aarupkirke.dk
- Byggeår for kirker Arkiveret 14. august 2009 hos  Wayback Machine
- Årup Kirke hos KortTilKirken.dk